# The Gatekeepers
Pour plus de détails, voir Fiche technique et Distribution.
The Gatekeepers (שומרי הסף, Shomrei HaSaf) est un documentaire franco-israélien réalisé par Dror Moreh en 2012.
Il est composé d'images archives et d'entretiens avec 6 anciens directeurs des services de renseignement israéliens qui évoquent leur expérience à la tête du Shin Beth.
Le film est présenté au Festival du film de Sundance 2013 avant d'être nommé à l'Oscar du meilleur film documentaire en 2013.  En France, il est diffusé sur Arte le 5 mars 2013 pour la première fois.

## Synopsis
Dror Moreh a décidé de réaliser ce film après avoir mesuré l'importance décisive du Shabak (Shin Beth) sur la scène politique israélienne depuis quarante ans. Ces six directeurs à la retraite de la sécurité israélienne évoquent leurs victoires et les échecs passés sans nostalgie. Très critiques vis-à-vis des politiques menées par leurs gouvernements (à l'exception de celui d'Yitzhak Rabin), ils défendent tous un changement radical de politique en Israël : la recherche de la paix et la reconnaissance au plus tôt de l’État palestinien.

## Fiche technique
- Titre : The Gatekeepers
- Titre original : שומרי הסף (Shomrei HaSaf)
- Réalisation et scénario : Dror Moreh
- Tournage : Avner Shahaf
- Montage : Oron Adar
- Effets visuels : Mac Guff
- Musique Originale : Ab Ovo, Jérôme Chassagnard, Régis Baillet
- Producteurs : Estelle Fialon, Dror Moreh et Philippa Kowarsky
- Production : Les Films du poisson, Cinephil et Dror Moreh Production
- Société de distribution : Sony Pictures Classics
- Pays :  France,  Israël
- Langue : hébreu
- Genre : documentaire
- Durée : 95 min
- Dates de sortie :
  - Israël : 10 juillet 2012 (Festival international du film de Jérusalem)
  - Israël : 27 décembre 2012

## Distribution
- Dror Moreh, réalisateur ;

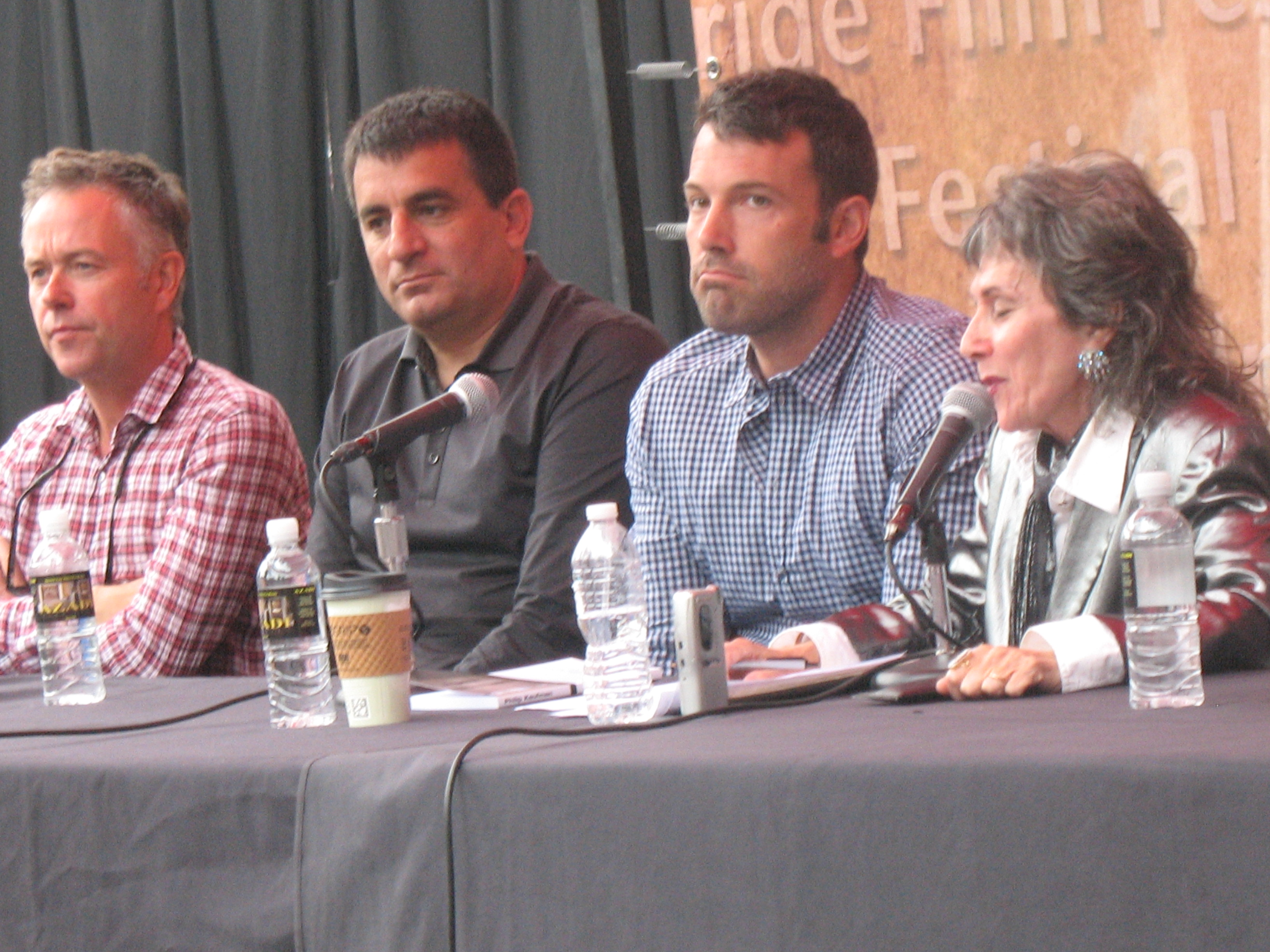
Entretien avec les réalisateurs au Festival du film de Telluride. De gauche à droite : Michael Winterbottom, Dror Moreh, Ben Affleck, Annette Insdorf.

- Avraham Shalom, directeur du Shabak entre 1981 et 1986
- Yaakov Peri, directeur du Shabak entre 1988 et 1994
- Carmi Gillon, directeur du Shabak entre 1995 et 1996
- Ami Ayalon, directeur du Shabak entre 1996 et 2000
- Avi Dichter, directeur du Shabak entre 2000 et 2005
- Yuval Diskin, directeur du Shabak entre 2005 et 2011

## Diffusion
Sur Arte, le 5 mars 2013 puis le 13 mai 2018.

## Distinctions

### Nominations
- Festival du film de Sundance 2013 : sélection hors compétition « Spotlight »